# 霍姆斯特德鎮區 (堪薩斯州蔡斯縣)
霍姆斯特德鎮區（英語：Homestead Township）為美國堪薩斯州蔡斯縣轄下的鎮區。2010年美国人口普查中該鎮區人口有45人。

## 地理
霍姆斯特德鎮區涵蓋總面積為141.57平方（54.66平方英里）。

### 行政區劃
- 鬼鎮：霍姆斯特德

### 墓園
根據美國地質調查局的資料，此鎮區擁有1座墓園：
- 霍姆斯特德墓園（Homestead Cemetery）

## 人口統計
根據2010年美國人口普查，霍姆斯特德鎮區人口有45人，住房26戶，人口密度為0.32人/每平方公里。此鎮區居民之種族中，白人佔100%，非裔美國人佔0%，美洲原住民佔0%，亞裔美國人佔0%，太平洋島裔美國人佔0%，其他種族佔0%，混血種族則佔0%。而西班牙裔或拉丁裔美國人佔此鎮區人口的0%。

## 外部連結
- 蔡斯縣官方網站 （页面存档备份，存于）
- City-Data.com （页面存档备份，存于）
- 蔡斯縣地圖：當前 （页面存档备份，存于），歷史 （页面存档备份，存于），堪薩斯州運輸部